# Abborragölen (Bottnaryds socken, Småland)
Abborragölen är en sjö i Jönköpings kommun i Småland och ingår i Nissans huvudavrinningsområde. Sjön är 10,5 meter djup, har en yta på 0,0143 kvadratkilometer och är belägen 222 meter över havet.